# Halimah Yacob
Halimah Yacob (jawi حاليمه بنت ياچوب; ur. 23 sierpnia 1954 w Singapurze) – singapurska polityk, prawnik i działaczka związkowa, w latach 2017-2023 prezydent Singapuru.

## Życiorys
Jej matka jest Malajką, ojciec zaś Hindusem. Ukończyła studia prawnicze i pracowała dla centrali związków zawodowych, gdzie została zastępcą sekretarza generalnego. Od 2001 była parlamentarzystką z ramienia Partii Akcji Ludowej. Od 2013 była spikerem parlamentu. W sierpniu 2017 zrezygnowała z funkcji spikera i postanowiła ubiegać się o prezydenturę. Ze względu na zmianę przepisów w 2016 o urząd mogła się ubiegać tylko osoba pochodzenia malajskiego (największej krajowej mniejszości narodowej), prowadząca odpowiednio duże przedsiębiorstwo lub odpowiednio długo zajmująca stanowisko państwowe. Po dyskwalifikacji kontrkandydatów jako prowadzących za małe firmy pozostała jedyną ubiegającą się o ten fotel. 14 września 2017 została pierwszą kobietą i pierwszą od 1970 osobą pochodzenia malajskiego na stanowisku prezydenta. Jej kadencja upłynęła 14 września 2023.

## Życie prywatne
Jest mężatką, ma pięcioro dzieci. Wyznaje islam.